# Grammy Award for Best Pop Performance by a Duo or Group with Vocals

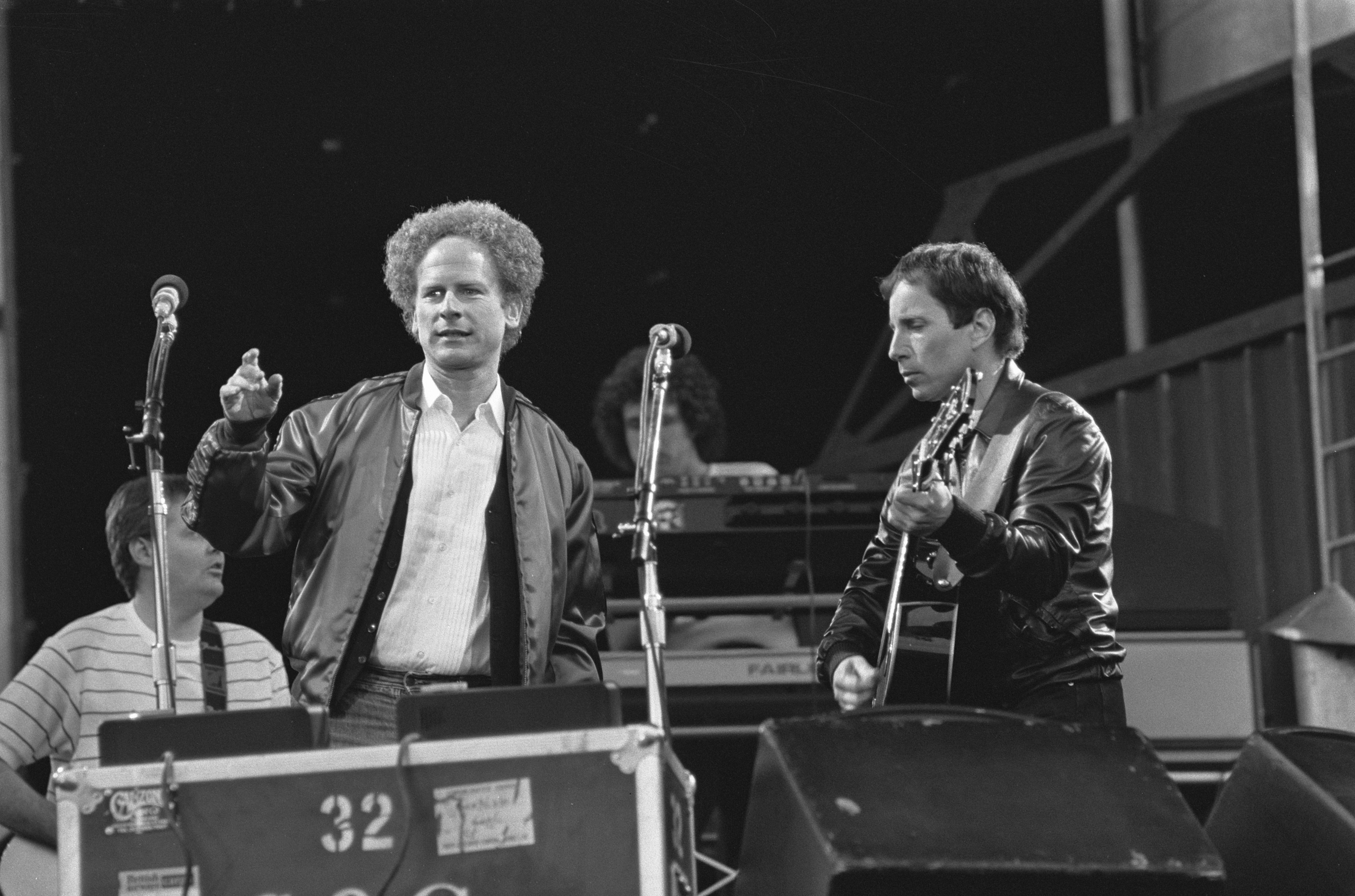
Simon & Garfunkel haben den Grammy Award for Best Pop Performance by a Duo or Group with Vocals 1969 für den Titel Mrs. Robinson gewonnen

Der Grammy Award for Best Pop Performance by a Duo or Group with Vocals, auf Deutsch „Grammy-Auszeichnung für die beste Pop-Darbietung eines Duos oder einer Gruppe mit Gesang“, ist ein Musikpreis, der von 1966 bis 2011 von der amerikanischen Recording Academy im Bereich der Popmusik verliehen wurde.

## Geschichte und Hintergrund
Die seit 1959 verliehenen Grammy Awards werden jährlich in zahlreichen Kategorien von der Recording Academy in den Vereinigten Staaten vergeben, um künstlerische Leistung, technische Kompetenz und hervorragende Gesamtleistung ohne Rücksicht auf die Album-Verkäufe oder Chart-Position zu würdigen.
Eine dieser Kategorien ist der Grammy Award for Best Pop Performance by a Duo or Group with Vocals. Der Preis wurde von 1966 bis 2011 vergeben und verzeichnete im Laufe seines Bestehens zahlreiche Namensänderungen:
- Von 1966 to 1967 hieß die Auszeichnung Grammy Award for Best Contemporary (R&R) Performance - Group (Vocal or Instrumental)
- 1968 wurde sie in Grammy Award for Best Contemporary Group Performance (Vocal or Instrumental) umbenannt
- 1969 hatte sie den Namen Grammy Award for Best Contemporary-Pop Performance - Vocal Duo or Group
- 1970 nannte sich der Preis Grammy Award for Best Contemporary Vocal Performance by a Group
- 1971 erfolgte die Umbenennung in Grammy Award for Best Contemporary Vocal Performance by a Duo, Group or Chorus
- 1972 wurde der Grammy Award for Best Pop Vocal Performance by a Duo Or Group vergeben
- Von 1973 bis 1977 hieß die Kategorie Grammy Award for Best Pop Vocal Performance by a Duo, Group or Chorus
- 1978 wurde sie Grammy Award for Best Pop Vocal Performance by a Group genannt
- 1979 wurde sie wieder in Grammy Award for Best Pop Vocal Performance by a Duo or Group umbenannt
- 1980 lautete ihre Bezeichnung Grammy Award for Best Pop Vocal Performance by a Duo, Group or Chorus
- Von 1981 bis 2011 hieß sie Grammy Award for Best Pop Performance by a Duo or Group With Vocals.

Die Auszeichnung wurde ab 2012 in einer umfassenden Überarbeitung der Grammy-Kategorien eingestellt. Ab 2012 wurden alle Duo- oder Gruppenauftritte im Popbereich in der neu gebildeten Kategorie Grammy Award for Best Pop Duo/Group Performance ausgezeichnet.
Ein ähnlicher Preis, der Grammy Award for Best Performance by a Vocal Group wurde von 1961 bis 1968 vergeben, jedoch ohne Berücksichtigung von Popmusik.

## Gewinner und Nominierte
| Jahr | Gewinner                                                    | Nationalität                                         | Werk                                                     | Nominierte | Bild des/der Gewinner(s) |
| ---- | ----------------------------------------------------------- | ---------------------------------------------------- | -------------------------------------------------------- | --- | ------------------------ |
| 1966 | The Statler Brothers                                        | Vereinigte Staaten                                   | Flowers on the Wall                                      | - Help! — The Beatles - Mrs. Brown, You’ve Got a Lovely Daughter — Herman’s Hermits - Wooly Bully — Sam the Sham & the Pharaohs - Stop! In the Name of Love — The Supremes                                                                         |                          |
| 1967 | The Mamas & The Papas                                       | Vereinigte Staaten                                   | Monday, Monday                                           | - Cherish — The Association - Good Vibrations — The Beach Boys - Last Train to Clarksville — The Monkees - Guantanamera — The Sandpipers |                          |
| 1968 | The 5th Dimension                                           | Vereinigte Staaten                                   | Up, Up and Away                                          | - Windy — The Association - Sgt. Pepper’s Lonely Hearts Club Band — The Beatles - The Letter — The Box Tops - I’m a Believer — The Monkees - A Whiter Shade of Pale — Procol Harum                                                                 |                          |
| 1969 | Simon & Garfunkel                                           | Vereinigte Staaten                                   | Mrs. Robinson                                            | - Hey Jude — The Beatles - Child Is Father to the Man — Blood, Sweat & Tears - Goin' Out of My Head / Can’t Take My Eyes Off You — The Lettermen - The Fool On The Hill — Sergio Mendes & Brazil '66 - Woman, Woman — Gary Puckett & The Union Gap |                          |
| 1970 | The 5th Dimension                                           | Vereinigte Staaten                                   | Aquarius/Let the Sunshine In                             | - Abbey Road — The Beatles - Blood, Sweat & Tears — Blood, Sweat & Tears - Crosby, Stills & Nash — Crosby, Stills & Nash - Morning Girl — The Neon Philharmonic                                                                                    |                          |
| 1971 | The Carpenters                                              | Vereinigte Staaten                                   | Close To You                                             | - Let It Be — The Beatles - Chicago — Chicago - ABC — Jackson 5 - Bridge Over Troubled Water — Simon & Garfunkel |                          |
| 1972 | The Carpenters                                              | Vereinigte Staaten                                   | Carpenters                                               | - How Can You Mend a Broken Heart — Bee Gees - Jesus Christ Superstar — Verschiedene Künstler (Besetzung London) - All I Ever Need Is You — Sonny & Cher - Joy To The World — Three Dog Night                                                      |                          |
| 1973 | Roberta Flack und Donny Hathaway                            | Vereinigte Staaten                                   | Where Is the Love                                        | - A Horse with No Name — America - Baby I’m-a Want You — Bread - I’d Like to Teach the World to Sing (In Perfect Harmony) — The New Seekers - Summer Breeze — Seals & Crofts                                                                       |                          |
| 1974 | Gladys Knight & the Pips                                    | Vereinigte Staaten                                   | Neither One of Us (Wants to Be the First to Say Goodbye) | - Sing — The Carpenters - Tie a Yellow Ribbon Round the Ole Oak Tree — Tony Orlando & Dawn - Diamond Girl — Seals & Crofts - Live And Let Die — Paul McCartney & Wings                                                                             |                          |
| 1975 | Paul McCartney & Wings                                      | Vereinigtes Königreich                               | Band on the Run                                          | - Body Heat — Quincy Jones - Rikki Don’t Lose That Number — Steely Dan - You Make Me Feel Brand New — The Stylistics - Then Came You — Dionne Warwick & The Spinners                                                                               |                          |
| 1976 | The Eagles                                                  | Vereinigte Staaten                                   | Lyin’ Eyes                                               | - Love Will Keep Us Together — Captain & Tennille - The Way We Were/Try to Remember — Gladys Knight & The Pips - My Little Town — Simon & Garfunkel - A Capella II — The Singers Unlimited                                                         |                          |
| 1977 | Chicago                                                     | Vereinigte Staaten                                   | If You Leave Me Now                                      | - I’d Really Love to See You Tonight — England Dan & John Ford Coley - Don’t Go Breaking My Heart — Elton John & Kiki Dee - Bohemian Rhapsody — Queen - Afternoon Delight — Starland Vocal Band                                                    |                          |
| 1978 | Bee Gees                                                    | Vereinigtes Königreich Australien                    | How Deep Is Your Love                                    | - CSN — Crosby, Stills & Nash - Hotel California — The Eagles - Rumours — Fleetwood Mac - Aja — Steely Dan |                          |
| 1979 | Bee Gees                                                    | Vereinigtes Königreich Australien                    | Saturday Night Fever Soundtrack                          | - Three Times A Lady — The Commodores - Got To Get You Into My Life — Earth, Wind & Fire - The Closer I Get to You — Roberta Flack & Donny Hathaway - FM (No Static At All) — Steely Dan                                                           |                          |
| 1980 | The Doobie Brothers                                         | Vereinigte Staaten                                   | Minute by Minute                                         | - Sail On — The Commodores - Lonesome Loser — Little River Band - You Don’t Bring Me Flowers — Barbra Streisand & Neil Diamond - Breakfast In America — Supertramp                                                                                 |                          |
| 1981 | Barbra Streisand und Barry Gibb                             | Vereinigte Staaten Vereinigtes Königreich Australien | Guilty                                                   | - Biggest Part of Me — Ambrosia - He’s So Shy — The Pointer Sisters - Don’t Fall in Love with a Dreamer — Kenny Rogers & Kim Carnes - Against the Wind — Bob Seger & The Silver Bullet Band                                                        |                          |
| 1982 | The Manhattan Transfer                                      | Vereinigte Staaten                                   | The Boy from New York City                               | - Private Eyes — Hall & Oates - Slow Hand — The Pointer Sisters - Endless Love — Diana Ross & Lionel Richie - Gaucho — Steely Dan |                          |
| 1983 | Joe Cocker und Jennifer Warnes                              | Vereinigtes Königreich Vereinigte Staaten            | Up Where We Belong                                       | - Hard to Say I’m Sorry — Chicago - Maneater — Hall & Oates - Ebony and Ivory — Paul McCartney & Stevie Wonder - Rosanna — Toto |                          |
| 1984 | The Police                                                  | Vereinigtes Königreich                               | Every Breath You Take                                    | - Do You Really Want to Hurt Me — Culture Club - How Do You Keep the Music Playing? — James Ingram & Patti Austin - The Girl Is Mine — Michael Jackson & Paul McCartney - Islands in the Stream — Kenny Rogers & Dolly Parton                      |                          |
| 1985 | The Pointer Sisters                                         | Vereinigte Staaten                                   | Jump (For My Love)                                       | - Drive — The Cars - Hard Habit to Break — Chicago - Wake Me Up Before You Go-Go — Wham! - Owner of a Lonely Heart — Yes |                          |
| 1986 | USA for Africa                                              | Vereinigte Staaten                                   | We Are the World                                         | - Easy Lover — Philip Bailey & Phil Collins - I Want to Know What Love Is — Foreigner - The Power of Love — Huey Lewis and the News - Broken Wings — Mr. Mister                                                                                    |                          |
| 1987 | Dionne Warwick, Elton John, Gladys Knight und Stevie Wonder | Vereinigte Staaten Vereinigtes Königreich            | That’s What Friends Are For                              | - The Next Time I Fall — Peter Cetera & Amy Grant - "On My Own — Patti LaBelle & Michael McDonald - All I Need Is a Miracle — Mike & the Mechanics - Holding Back the Years — Simply Red                                                           |                          |
| 1988 | Bill Medley und Jennifer Warnes                             | Vereinigte Staaten                                   | (I’ve Had) The Time of My Life                           | - Alone — Heart - La Bamba — Los Lobos - Somewhere Out There — Linda Ronstadt & James Ingram - Breakout — Swing Out Sister |                          |
| 1989 | The Manhattan Transfer                                      | Vereinigte Staaten                                   | Brasil                                                   | - Kokomo — The Beach Boys - Wild, Wild West — The Escape Club - Anything for You — Gloria Estefan & Miami Sound Machine - Piano in the Dark — Brenda Russell & Joe Esposito                                                                        |                          |
| 1990 | Linda Ronstadt und Aaron Neville                            | Vereinigte Staaten                                   | Don’t Know Much                                          | - Love Shack — The B-52's - She Drives Me Crazy — Fine Young Cannibals - The Living Years — Mike & The Mechanics - If You Don’t Know Me By Now — Simply Red                                                                                        |                          |
| 1991 | Linda Ronstadt und Aaron Neville                            | Vereinigte Staaten                                   | All My Life                                              | - Roam — The B-52's - All I Wanna Do Is Make Love to You — Heart - Across the River — Bruce Hornsby & the Range - Unchained Melody — The Righteous Brothers - Hold On — Wilson Phillips                                                            |                          |
| 1992 | R.E.M.                                                      | Vereinigte Staaten                                   | Losing My Religion                                       | - The Commitments (Original Motion Picture Soundtrack) — Verschiedene Künstler - More Than Words — Extreme - Right Here, Right Now — Jesus Jones - You’re in Love — Wilson Phillips                                                                |                          |
| 1993 | Celine Dion und Peabo Bryson                                | Kanada Vereinigte Staaten                            | Beauty and the Beast                                     | - I Can’t Dance — Genesis - "Don’t Let the Sun Go Down on Me" — George Michael & Elton John - Diamonds & Pearls — Prince & The New Power Generation - Sometimes Love Just Ain’t Enough — Patty Smyth & Don Henley                                  |                          |
| 1994 | Peabo Bryson und Regina Belle                               | Vereinigte Staaten                                   | A Whole New World (Aladdin’s Theme)                      | - When I Fall in Love — Celine Dion & Clive Griffin - Man on the Moon — R.E.M. - The Music of the Night — Barbra Streisand & Michael Crawford - Love Is — Vanessa Williams & Brian McKnight                                                        |                          |
| 1995 | All-4-One                                                   | Vereinigte Staaten                                   | I Swear                                                  | - The Sign — Ace of Base - Mmm Mmm Mmm Mmm — Crash Test Dummies - Stay (I Missed You) — Lisa Loeb & Nine Stories - I’ll Stand by You — The Pretenders                                                                                              |                          |
| 1996 | Hootie & the Blowfish                                       | Vereinigte Staaten                                   | Let Her Cry                                              | - I Can Love You Like That — All-4-One - Love Will Keep Us Alive — The Eagles - I’ll Be There For You — The Rembrandts - Waterfalls — TLC |                          |
| 1997 | The Beatles                                                 | Vereinigtes Königreich                               | Free as a Bird                                           | - As Long as It Matters — Gin Blossoms - When You Love a Woman — Journey - Fire on the Mountain — The Neville Brothers - Peaches — The Presidents of the United States of America - When You Wish Upon A Star — Take 6                             |                          |
| 1998 | Jamiroquai                                                  | Vereinigtes Königreich                               | Virtual Insanity                                         | - Anybody Seen My Baby? — The Rolling Stones - Silver Springs — Fleetwood Mac - MMMBop — Hanson - Don’t Speak — No Doubt |                          |
| 1999 | The Brian Setzer Orchestra                                  | Vereinigtes Königreich                               | Jump, Jive an’ Wail                                      | - I Don’t Want to Miss a Thing — Aerosmith - One Week — Barenaked Ladies - Iris — Goo Goo Dolls - Crush — Dave Matthews Band |                          |
| 2000 | Santana                                                     | Vereinigte Staaten                                   | Maria Maria                                              | - I Want It That Way — Backstreet Boys - Kiss Me — Sixpence None the Richer - All Star — Smash Mouth - Unpretty — TLC |                          |
| 2001 | Steely Dan                                                  | Vereinigte Staaten                                   | Cousin Dupree                                            | - Show Me The Meaning Of Being Lonely — Backstreet Boys - Pinch Me — Barenaked Ladies - Breathless — The Corrs - Bye Bye Bye — *NSYNC |                          |
| 2002 | U2                                                          | Irland                                               | Stuck in a Moment You Can’t Get Out Of                   | - Shape of My Heart — Backstreet Boys - Superman (It’s Not Easy) — Five for Fighting - Gone — *NSYNC - Imitation of Life — R.E.M. |                          |
| 2003 | No Doubt                                                    | Vereinigte Staaten                                   | Hey Baby                                                 | - Everyday — Bon Jovi - Girl All The Bad Guys Want — Bowling for Soup - Where Are You Going — Dave Matthews Band - Girlfriend — *NSYNC |                          |
| 2004 | No Doubt                                                    | Vereinigte Staaten                                   | Underneath It All                                        | - Misunderstood — Bon Jovi - Hole in the World — The Eagles - Stacy’s Mom — Fountains of Wayne - Unwell — Matchbox 20 |                          |
| 2005 | Los Lonely Boys                                             | Vereinigte Staaten                                   | Heaven                                                   | - My Immortal — Evanescence - The Reason — Hoobastank - She Will Be Loved — Maroon 5 - It’s My Life — No Doubt |                          |
| 2006 | Maroon 5                                                    | Vereinigte Staaten                                   | This Love (Live)                                         | - Don’t Lie — The Black Eyed Peas - Mr. Brightside — The Killers - More Than Love — Los Lonely Boys - My Doorbell — The White Stripes |                          |
| 2007 | The Black Eyed Peas                                         | Vereinigte Staaten                                   | My Humps                                                 | - I Will Follow You Into The Dark — Death Cab for Cutie - Over My Head (Cable Car) — The Fray - Is It Any Wonder? — Keane - Stickwitu — The Pussycat Dolls                                                                                         |                          |
| 2008 | Maroon 5                                                    | Vereinigte Staaten                                   | Makes Me Wonder                                          | - (You Want to) Make a Memory — Bon Jovi - Home — Daughtry - Hey There Delilah — Plain White T's - Window in the Skies — U2 |                          |
| 2009 | Coldplay                                                    | Vereinigtes Königreich                               | Viva la Vida                                             | - Waiting in the Weeds — The Eagles - Going On — Gnarls Barkley - Won’t Go Home Without You — Maroon 5 - Apologize — OneRepublic |                          |
| 2010 | The Black Eyed Peas                                         | Vereinigte Staaten                                   | I Gotta Feeling                                          | - We Weren’t Born to Follow — Bon Jovi - Never Say Never — The Fray - Sara Smile — Daryl Hall & John Oates - Kids — MGMT |                          |
| 2011 | Train                                                       | Vereinigte Staaten                                   | Hey, Soul Sister (Live)                                  | - Don’t Stop Believin’ (Regionals Version) — Glee Cast - Misery — Maroon 5 - The Only Exception — Paramore - Babyfather — Sade |                          |

## Fakten zur Kategorie
Meiste Auszeichnungen
| Platz                         | 1 |
| ----------------------------- | --- |
| Künstler                      | The Carpenters The Black Eyed Peas Maroon 5 No Doubt Bee Gees Peabo Bryson Linda Ronstadt Aaron Neville Jennifer Warnes Gladys Knight |
| Gesamtzahl der Auszeichnungen | 2 |

Meiste Nominierungen
| Platz                        | 1           | 2                              | 3                 | 4 | 5 |
| ---------------------------- | ----------- | ------------------------------ | ----------------- | --- | --- |
| Artist                       | The Beatles | The Eagles Steely Dan Maroon 5 | Bon Jovi No Doubt | The Carpenters The Black Eyed Peas Hall & Oates N Sync R.E.M. Backstreet Boys Barbra Streisand Elton John Linda Ronstadt Gladys Knight | The Fray U2 Los Lonely Boys Dave Matthews Band Barenaked Ladies Bee Gees TLC (band) Fleetwood Mac All-4-One Peabo Bryson Celine Dion The B-52's Heart (band) Aaron Neville Beach Boys James Ingram Stevie Wonder Dionne Warwick Simply Red Train Jennifer Warnes |
| Gesamtzahl der Nominierungen | 7           | 5                              | 4                 | 3 | 2 |